# Ida Künl
Ida Leopoldina Emilija Künl, slovenska slikarka, * 2. oktober 1853, Ljubljana, † 15. marec 1926.
Ida Künl se je slikarstva učila pri očetu Pavlu in Henriki Langus. Slikala je portrete in verske motive, Narodni muzej Slovenije hrani dve njeni sliki. Ivano Kobilca je učila risanja.